# Di Gi Charat
 (juillet 2020).
Si vous disposez d'ouvrages ou d'articles de référence ou si vous connaissez des sites web de qualité traitant du thème abordé ici, merci de compléter l'article en donnant les références utiles à sa vérifiabilité et en les liant à la section « Notes et références ».
Di Gi Charat (デ・ジ･キャラット, De Ji Kyaratto) est une série manga créée par Koge Donbo. Originellement prépubliée dans le magazine From GAMERS de l'éditeur Broccoli Books depuis août 1998, la série connaît plusieurs séries dérivées sous forme de mangas, séries d'animations et autres médias.
La série suit la nekomimi Di Gi Charat « Dejiko (en) », qui a été adoptée comme mascotte de la chaîne de magasins de jeux vidéo Gamers appartenant au groupe Broccoli.

## Personnages

### Personnages principaux
Di Gi Charat (デ・ジ･キャラット, De Ji Kyaratto) / Dejiko (でじこ, Dejiko)
- Voix japonaise : Asami Sanada (1999-2008, 2013-présent), Satomi Akesaka (2008)

Petit Charat (プチ・キャラット, Puchi Kyaratto) / Puchiko (ぷちこ, Puchiko)
- Voix japonaise : Miyuki Sawashiro (1999–2008, 2013–présent), Nao Minakami (2008)

Hikaru Usada (うさだ ヒカル, Usada Hikaru) / Rabi~en~Rose (ラ・ビ・アン・ローズ, Rabi~an~Rōzu)
- Voix japonaise : Kyōko Hikami (1999-2008, 2013-présent), Rieka Yazawa (2008)

Gema (ゲマ, Gema)
- Voix japonaise : Yoshiko Kamei

### Gang des Black Gema-Gema
Pyocola Analogue III (ピョコラ＝アナローグⅢ世, Pyokora Anarōgu San-sei) / Piyoko (ぴよこ, Piyoko)
- Voix japonaise : Megumi Hayashibara

Rik Heisenberg (リク＝ハイゼンベルク, Riku Haizenberuku)
- Voix japonaise : Kōsuke Toriumi

Ky Schweitzer (カイ＝シュヴァイツァー, Kai Shuvuaitsuā)
- Voix japonaise : Chihiro Suzuki

Coo Erhard (クウ＝エアハルト, Kū Eaharuto)
- Voix japonaise : Tomo Saeki

Nazo Gema (謎ゲマ, Nazo Gema)
Black Gema-Gema Danin

### Autres personnages
Takeshi
Voix japonaise : Ryo Naito
Yoshimi
Voix japonaise : Morihisa Mori
Takurou Minagawa/Minataku
Voix japonaise : Omi Minami
Takurou Kimura/Murataku
Voix japonaise : Ryotaro Okiayu
Abarenbou (暴れん坊, Abarenbō)
Voix japonaise : Yūji Ueda
Rod Young
Mister Manager
Voix japonaise : Kazuya Ichijō
Hokke Mirin
Majin Gappa
Henna Ikimono (変な生き物, Henna Ikimono)

## Manga
Le personnage de Di Gi Charat et son compagnon Gema apparaissent pour la première fois en juillet 1998 dans le magazine promotionnel From Gamers du magasin de jeu vidéo « Gamers » situé à Akihabara. En août de la même année, le dessinateur dōjin Koge Donbo commence la publication dans le même magazine d'une série de yonkoma sous le titre Gema Gema (げまげま, Gema Gema). Dejiko est par la suite adoptée en tant que mascotte officielle de Gamers[réf. nécessaire].

## Série d'animation
Une animation mettant en scène Dejiko et son compagnon Gema apparaît pour la première fois dans une publicité télévisée pour Gamers, avec la chanson thème de la boutique Welcome! interprétée par Hiroko Kato.
La première série d'animation composée de 16 épisodes de 3 minutes chacun est diffusée sur Tokyo Broadcasting System à partir du 29 novembre 1999. Se déroulant dans le magasin Gamers d'Akihabara, elle est animée par le studio Madhouse, réalisée par Hiroaki Sakurai et produite par Broccoli.